# شيرلي ماكلين
شيرلي ماكلين (بالإنجليزية: Shirley MacLaine) - (24 ابريل 1934)، هي ممثلة أمريكية من مواليد مدينة ريتشموند في ولاية فرجينيا الأمريكية، حائزة على أوسكار أفضل ممثلة عن دورها في فيلم "شروط إظهار العاطفة"، وقد عملت في التمثيل المسرحي والسينيمائي كما قامت بالرقص والتأليف، اشتهرت شيرلي بإيمانها بالبعث بعد الممات وقامت بتأليف مطبوعات بهذا المجال كما قامت بتأليف العديد من الكتب التي تناولت حياتها الفنية والروحانية.

## نشأتها
وُلدت شيرلي ماكلين بيتي في 24 أبريل عام 1934، في مدينة ريتشموند بولاية فيرجينيا، وسُميت على اسم الممثلة شيرلي تيمبل (التي كانت تبلغ من العمر ست سنوات في ذلك الوقت). كان والدها، إيرا أوينز بيتي، أستاذًا في علم النفس، ومدير مدرسة عامة، ووكيل عقارات، وكانت والدتها، كاثلين كورين (ماكلين قبل الزواج)، مدرسة دراما، تعود نشأتها إلى ووفيل بمقاطعة سكوشا في كندا. شقيق ماكلين الأصغر هو الممثل والكاتب والمخرج وارن بيتي؛ غيّر هجاء اسمه عندما أصبح ممثلًا. رباهما الوالدان ليكونا معمدانيَّين. كان عمها (صهر والدتها)، أ. أ. ماكلاود، عضوًا شيوعيًا في الهيئة التشريعية بأونتاريو في أربعينيات القرن العشرين. بينما كانت ماكلين طفلة، نقل والدها أسرته من ريتشموند إلى مدينة نورفولك، وبعد ذلك إلى مقاطعة أرلنغتون، وويفرلي، ثم عاد إلى أرلنغتون في النهاية؛ إذ حصل على وظيفة في مدرسة توماس جيفرسون الثانوية في عام 1945. لعبت ماكلين البيسبول في جميع فرق الأولاد، محققة الرقم القياسي لمعظم الدورات الكاملة، وهو الأمر الذي أكسبها لقبها «القوة المحركة». أقامت الأسرة خلال خمسينيات القرن العشرين في مقاطعة دومينيون هيلز في أرلنغتون.
عندما كانت طفلة صغيرة، كان كاحلاها ضعيفين وقد تقع مع أي خطوة خاطئة بسيطة، لذلك قررت والدتها أن تسجلها في فصل لتعليم البالية، في مدرسة واشنطون للبالية، عند سن الثالثة. كان ذلك بداية اهتمامها بفنون الأداء. لم تفوت حصة واحدة، بسبب الدافع القوي لممارسة الباليه. في الأعمال الرومانتيكية الكلاسيكية مثل باليه روميو وجولييت والجمال النائم، لعبت دائمًا أدوار الصبيان، لأنها كانت الأطول في المجموعة وبسبب غياب الذكور في فصول المدرسة. حصلت أخيرًا على دور أنثوي أساسي بوصفها ربة الجن في باليه سندريللا؛ كسرت كاحلها وهي تستعد خلف الستار، لكن بعد ذلك شدت الضمادات على حذاء إصبع القدم خاصتها، وشرعت بلعب الدور بالكامل حتى النهاية، قبل أن تطلب الإسعاف. قررت في النهاية عدم احتراف مهنة البالية، لأنها أصبحت طويلة أكثر من اللازم، ولم تتمكن من اكتساب البراعة الفنية بشكل كامل. فسرت ذلك بأنها لا تمتلك نوع الجسد المثالي، وتفتقر إلى «أقدام ذات طبيعة جمالية» من ناحية التقوس المرتفع، ومشط القدم المرتفع، والكاحل المرن. ومع إدراكها ببطء أيضًا أن الميل للباليه سيصبح شغلها الشغل، وأنه من ثم سيكون مقيدًا، اتجهت إلى أشكال أخرى من الرقص والتمثيل والمسرح الموسيقي.
التحقت بمدرسة واشنطن لي الثانوية، وكانت في فرقة التشجيع، ومثلت في العروض المسرحية المدرسية.

## الجوائز والتكريمات
مُنحت ماكلين جائزة مركز كينيدي الثقافي في ديسمبر عام 2013 لمساهمتها الدائمة في الثقافة الأمريكية من خلال فنون الأداء. لديها أيضًا نجمة في ممر الشهرة في هوليوود في 1617 شارع فاين، وقد مُنحت جائزة الدب الذهبي الفخرية في مهرجان برلين السينمائي الدولي التاسع والأربعين في عام 1999، ونُحت شكلها بالشمع في متحف مدام توسو في لاس فيغاس.

## وصلات خارجية
- الموقع الرسمي
- شيرلي ماكلين على موقع IMDb (الإنجليزية)
- شيرلي ماكلين على موقع ميتاكريتيك (الإنجليزية)
- شيرلي ماكلين على موقع الموسوعة البريطانية (الإنجليزية)
- شيرلي ماكلين على موقع روتن توميتوز (الإنجليزية)
- شيرلي ماكلين على موقع مونزينجر (الألمانية)
- شيرلي ماكلين على موقع قاعدة بيانات الأفلام العربية
- شيرلي ماكلين على موقع ألو سيني (الفرنسية)
- شيرلي ماكلين على موقع ميوزك برينز (الإنجليزية)
- شيرلي ماكلين على موقع تيرنر كلاسيك موفيز (الإنجليزية)
- شيرلي ماكلين على موقع أول موفي (الإنجليزية)